# Тракторострой (посёлок)
Тракторострой — посёлок в Ленинском районе Волгоградской области, в составе Ильичёвского сельского поселения.
Население — 258 (2010)

## История
Предположительно основан в период коллективизации как центральная усадьба колхоза «Тракторострой». По состоянию на 1 января 1936 года колхоз «Путь Ильича» относился к Будённовскому сельсовету и входил в Ленинском районе Сталинградского края. Решением Сталинградского облисполкома от 24 октября 1957 года № 23/591 Будённовский сельсовет был переименован в Степновский (с 1963 по 1965 год входил в состав Среднеахтубинского района), в 1975 году Степновский сельсовет — преобразован в Ильичевский

## Общая физико-географическая характеристика
Посёлок расположен в полупустынной зоне, в пределах Прикаспийской низменности, на высоте 20 метров выше уровня моря. К посёлку подведена ветвь Ленинского канала, имеется пруд. Особенностью местности является наличие невысоких бугров и западин. Почвы — солонцы луговатые (полугидроморфные).
По автомобильной дороге расстояние до областного центра города Волгограда составляет 100 км, до районного центра города Ленинска — 61 км. Ближайшие населённые пункты: в 9 км к северо-востоку расположен посёлок Рассвет, в 9 км к югу — посёлок Путь Ильича.
Часовой пояс
Путь Ильича, как и вся Волгоградская область, находится в часовой зоне МСК (московское время). Смещение применяемого времени относительно UTC составляет +3:00.

## Население
| 1987  | 2002 |
| ----- | ---- |
| ≈ 290 | 316  |

| 2010 |
| ---- |
| 258  |